# روابط ایران و بلاروس

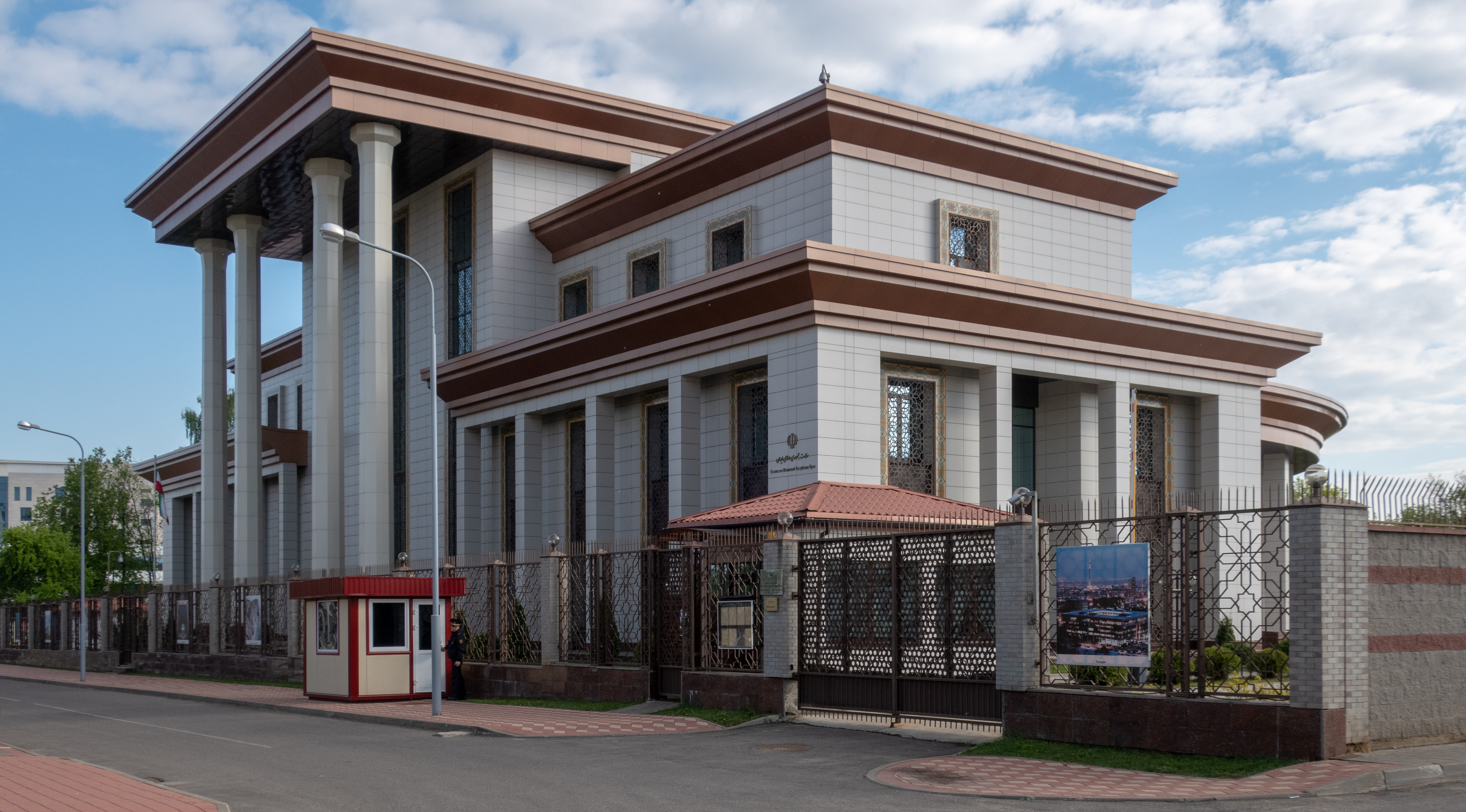
سفارت ایران در مینسک، پایتخت بلاروس

روابط بلاروس - ایران روابط خارجی بین بلاروس و ایران است. جمهوری سوسیالیستی بلاروس شوروی عملاً جمهوری اسلامی ایران در فوریه ۱۹۷۹ را به رسمیت شناخته شده و هر دو کشور به لحاظ قانونی روابط دیپلماتیک در سال ۱۹۹۲ تأسیس کردند. بلاروس در تهران سفارت دارد. ایران در مینسک سفارت دارد.
دو کشور طی سالهای اخیر از روابط خوبی برخوردار بوده‌اند که در جلسات منظم سطح بالا و توافقات مختلف منعکس شده‌است. در سال ۲۰۰۸، سرگئی مارتینوف، وزیر امور خارجه بلاروس، ایران را به عنوان یک شریک مهم کشورش در منطقه و جهان توصیف کرد. ایران و بلاروس هر دو از متحدان روسیه هستند.

## توافقات
در ژوئیه ۲۰۰۴، جلسه کمیسیون مشترک اقتصادی ایران و بلاروس برگزار شد و توافق‌نامه تقویت همکاری اقتصادی متقابل امضا شد.
در آوریل ۲۰۰۶، دو کشور توافق‌نامه‌های اقتصادی و تجاری زیادی را امضا کردند.
در نوامبر ۲۰۰۶، الکساندر لوکاشنکو، رئیس‌جمهور بلاروس به تهران سفر کرد و توافق‌نامه‌هایی را برای گسترش همکاری‌های دوجانبه امضا کرد و بر حمایت بلاروس از تلاش‌های هسته ای ایران تأکید کرد.

### جلسه ۲۰۰۷
در ماه مه ۲۰۰۷، پس از دیدار لوکاشنکو، رئیس‌جمهور بلاروس و محمود احمدی‌نژاد ، رئیس‌جمهور ایران، دو کشور توافق‌نامه‌های همکاری را امضا کردند. آنها بیانیه مشترکی در مورد نتایج سفر رئیس‌جمهور احمدی‌نژاد به بلاروس امضا کردند رئیس‌جمهور لوکاشنکو گفت که بلاروس و ایران همه موانع تجارت دوجانبه را برطرف کرده‌اند. رئیس‌جمهور احمدی‌نژاد گفت «از این پس روابط بلاروس و ایران برای اطمینان از ثبات و امنیت در جهان توسعه خواهد یافت.»

### جلسه ۲۰۲۳
در سال ۲۰۲۳ در جریان سفر رئیس جمهور بلاروس به تهران نقشه راه همکاری‌های همه‌جانبه و هشت سند همکاری در حوزه‌های مختلف تجاری، حمل و نقل، کشاورزی و فرهنگی میان دو کشور امضا شد. این سفر که پس از ۱۷ سال صورت می گرفت نشان از تعمیق همکاری‌های دوجانبه و نیز چندجانبه در قالب پیمان‌های منطقه‌ای همچون «شانگهای» و «اتحادیه اوراسیا» داشت.
رئیس جمهور بلاروس در این سفر از نمایشگاه توانمندی‌ها و دستاوردهای دانش‌بنیان تعدادی از شرکت‌های ایرانی در حوزه‌های سلامت، صنایع الکترونیکی و مخابراتی، نفت، گاز و پتروشیمی و ساخت نیروگاه بازدید کرد.

## تجارت
در سال ۲۰۰۸، تجارت بلاروس و ایران ۹۳٫۸ میلیون دلار (۲۳٫۶ درصد افزایش) داشته‌است، صادرات بلاروس به ۸۳٫۷ میلیون دلار (۲۵٫۸ درصد افزایش) و واردات - ۱۰٫۲ میلیون دلار (۸٫۳ درصد افزایش) رسیده‌است. مجموع مازاد تجارت خارجی ۷۳٫۵ میلیون دلار بود. عمده صادرات بلاروس کودهای پتاس، الیاف مصنوعی، تارهای الیاف مصنوعی است، در حالی که عمده واردات خودرو، انگور، قطعات یدکی خودرو و تراکتور است.
در سال ۲۰۰۸، سرمایه‌گذاری‌های ایران در بلاروس ۱۳٫۱ میلیون دلار بوده‌است که ۹٫۹ میلیون دلار سرمایه‌گذاری مستقیم داشته‌است. در سال ۲۰۱۰، ایران کارخانه بزرگ تولید سیم مسی و فاز دوم خط مونتاژ اتومبیل سمند را در بلاروس افتتاح کرد.
مسعود میرکاظمی ، وزیر تجارت ایران هنگام دیدار با سرگئی سیدورسکی، نخست‌وزیر بلاروس، گفت: بلاروس و ایران ادعا می‌کنند که می‌توانند گردش تجاری متقابل را تا یک میلیارد دلار افزایش دهند. در حال حاضر ارزش تجاری دو کشور ۳٫۲۵۰ میلیارد دلار است.
حجم تجارت دو کشور در سال ۲۰۲۲ به ۱۰۰ میلیون دلار رسید.
در حال حاضر یک مرکز خدمات پس از فروش محصولات سایپا در این کشور وجود دارد.همچنین خودروی دنا در این کشور تولید می شود.

## همکاری نظامی
گزارش شده‌است که بلاروس تانک، نفربر زرهی و توپخانه سنگین به ایران صادر کرده‌است.
در ژانویه ۲۰۰۷، دو کشور تفاهم نامه ای برای دفاع امضا کردند. همکاری دفاعی در دیدار دو رئیس‌جمهور در ماه مه همان سال مورد بحث و بررسی قرار گرفت.
در سال ۲۰۰۹ گزارش شد که بلاروس در حال فروش سامانه‌های موشکی تاکتیکی ساخت اسکندر-ام ساخت روسیه به ایران است

## انرژی
در ماه مه ۲۰۰۷، ایران پس از دیدار دو رئیس‌جمهور، دسترسی بیشتری به بلاروس به ذخایر نفت داد. آنچه لوکاشنکو، رئیس‌جمهور بلاروس، «مشارکت راهبردی» خواند. ایران به بلاروس اجازه دسترسی طولانی مدت به میدان نفتی جوفر را داد که نزدیک مرز عراق است و پس از بهره‌برداری می‌تواند تا ۳۰ هزار بشکه در روز تولید کند. لوکاشنکو گفت که نفت خام جوفر در ایران تصفیه می‌شود یا به سادگی توسط بلاروس استخراج و در بازارهای جهانی فروخته می‌شود. این اولین پروژه انرژی در خارج از کشور برای بلاروس است. وی همچنین گفت «ایران آماده است تا به بلاروس کمک کند تا منابع انرژی خود را متنوع کند»
در ماه مه سال ۲۰۰۹، ولادیمیر سماشکو، معاون نخست‌وزیر بلاروس، با رضا راعی، معاون رئیس بانک مرکزی جمهوری اسلامی ایران دیدار کرد.